# Carlos F. MacDonald

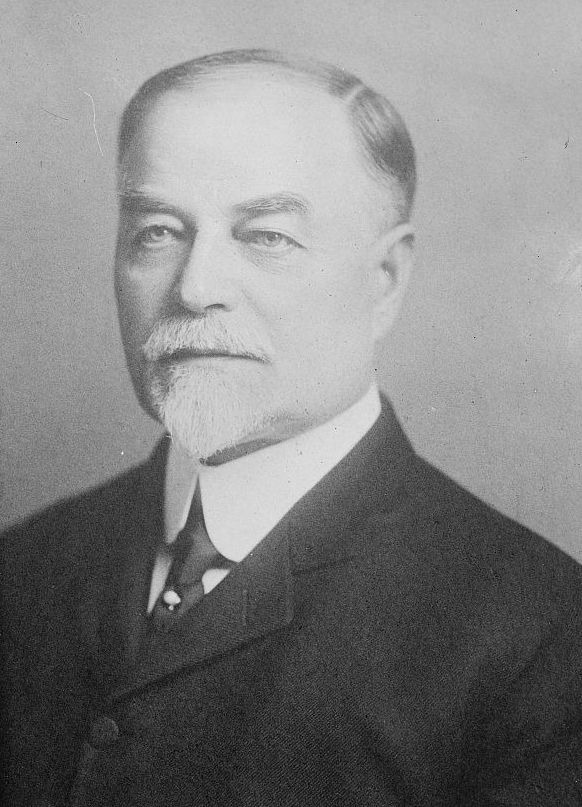
Carlos F. MacDonald

Carlos Frederick MacDonald (ur. 1845 w Niles, zm. 29 maja 1926 w Central Valley) – amerykański psychiatra. Był biegłym w sprawie Leona Czolgosza.
Absolwent University & Bellevue Hospital Medical College w 1869. Członek American Medical Association, American Psychiatric Society, new York Psychiatric Society. Kierował State Board of Lunacy Commissioners stanu Nowy Jork.

## Prace
- Golf as a Fountain of Perennial Youth
- The Trial, Execution, Autopsy and Mental Status of Leon F. Czolgosz.American Journal of Insanity 58:369-386, January 1902